# Rebirth (album de Jennifer Lopez)
Pour les articles homonymes, voir Rebirth (homonymie).
Albums de Jennifer Lopez
The Reel Me Como Ama Una Mujer
Singles
1. Get Right
Sortie : 3 janvier 2005
2. Hold You Down (feat. Fat Joe)
Sortie : 15 avril 2005

Rebirth est le quatrième album studio de la chanteuse Jennifer Lopez, sorti en 2005 chez Epic Records. Il s’est vendu à 2.120.000 exemplaires en date du 15/05/2005 et est estimé depuis à plus de 3 millions d’exemplaires à travers le monde.

## Liste des pistes
| #   | Titre                       | Auteurs                                                                                        | Durée |
| --- | --------------------------- | ---------------------------------------------------------------------------------------------- | ----- |
| 1.  | Get Right                   | Auteur(s): R. Harrison, J. Brown                                                               | 3:45  |
| 2.  | Step Into My World          | Auteur(s): R. Jerkins, D. Thomas, F. Jerkins III, H. Diaz                                      | 4:05  |
| 3.  | Hold You Down feat. Fat Joe | Auteur(s): G. Christopher, G. Bruno, M. Riddick, J. Cartagena, C. Rooney, L. Troutman, W. Beck | 4:32  |
| 4.  | Whatever You Wanna Do       | Auteur(s): R. Harrison, D. A. Churchill, H. Fuqua, K. L. Hawkins                               | 3:49  |
| 5.  | Cherry Pie                  | Auteur(s): J. Lopez, T. Kelley, B. Robinson, C. Rooney                                         | 4:06  |
| 6.  | I Got U                     | Auteur(s): R. Jerkins, F. Jerkins III, D. Thomas, L. Daniels, A. Pearce                        | 3:57  |
| 7.  | Still Around                | Auteur(s): A. Patton, A. Hall, C. Rooney                                                       | 3:22  |
| 8.  | Ryde Or Die                 | Auteur(s): R. "Big Bert" Smith, B. English, B. Norwood                                         | 4:03  |
| 9.  | I, Love                     | Auteur(s): T. Kelley, B. Robinson, C. Rooney                                                   | 3:42  |
| 10. | He'll Be Back               | Auteur(s): W. Millsap, C. Nelson, T. Mosley, N. Hills                                          | 4:18  |
| 11. | (Can't Believe) This Is Me  | Auteur(s): J.Lopez, M. Anthony, C. Rooney                                                      | 4:44  |
| 12. | Get Right feat. Fabolous    | Auteur(s): R. Harrison, J. Brown                                                               | 3:50  |